# Романова, Нина Георгиевна
Ни́на Гео́ргиевна (7 [20] июня 1901, Ново-Михайловский дворец, Санкт-Петербург — 27 февраля 1974, Хайаннис, Массачусетс) — княжна императорской крови, старшая дочь великого князя Георгия Михайловича и великой княгини Марии Георгиевны, урождённой принцессы Греческой и Датской; супруга князя Павла Александровича Чавчавадзе; прожила большую часть жизни в США.

## Биография

### Ранняя жизнь

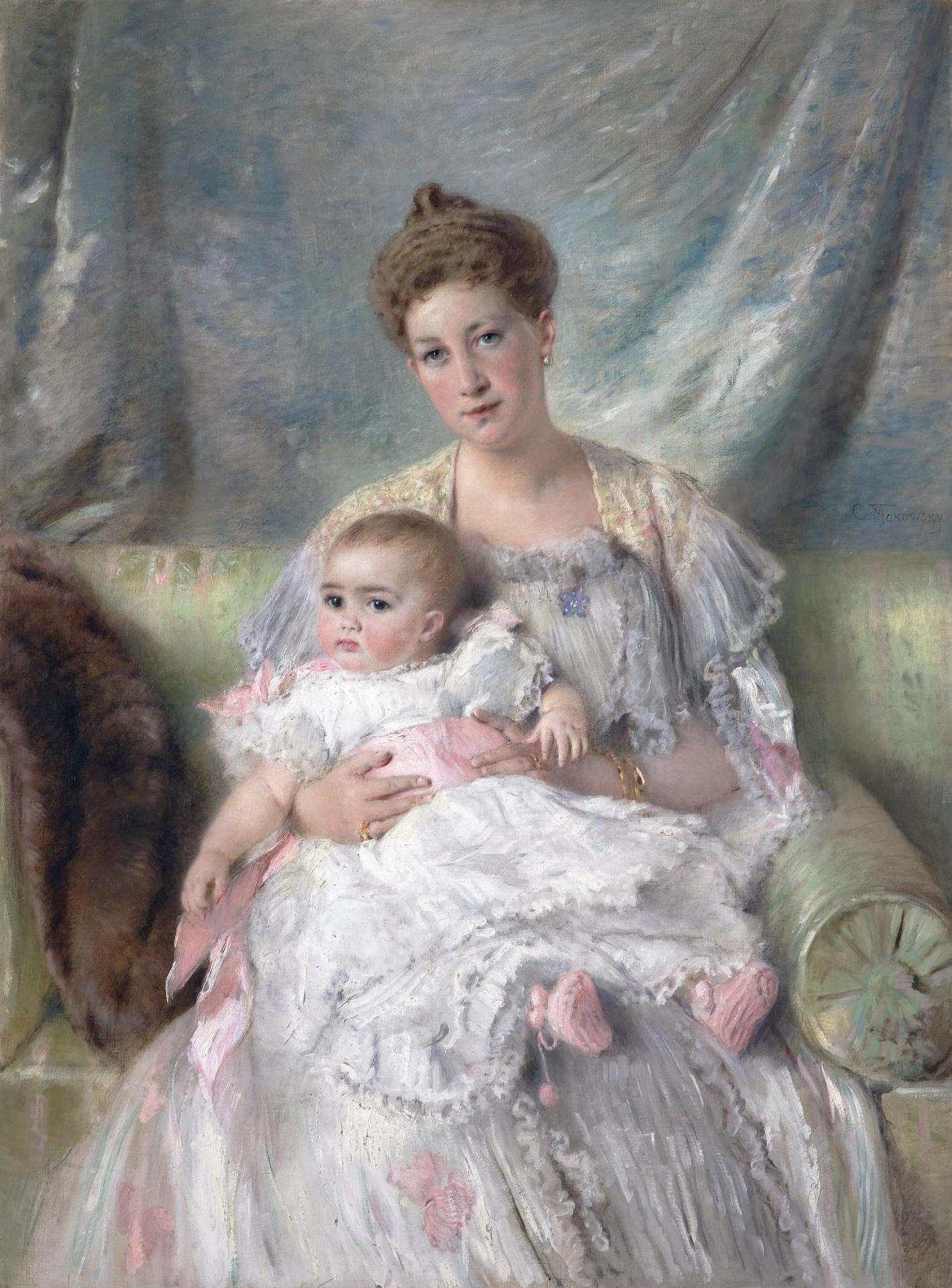
Нина на руках у матери. Портрет кисти Константина Маковского; Государственный Эрмитаж

Княжна императорской крови Нина Георгиевна родилась в Ново-Михайловском дворце Санкт-Петербурга, который принадлежал её деду по отцовской линии великому князю Михаилу Николаевичу, младшему сыну российского императора Николая I. Её отец, великий князь Георгий Михайлович, был третьим сыном Михаила Николаевича и Ольги Фёдоровны, до принятия православия принцессы Цецилии Баденской. Матерью княжны была принцесса Мария Греческая и Датская, дочь короля Греции Георга I и великой княжны Ольги Константиновны.
Первые годы жизни Нина провела во дворце деда. В 1903 году у неё появилась сестра княжна Ксения (1903—1965). Летом 1905 года Нина заболела дифтерией. Семья отправила девочку в немецкий город Гомбург, где 6 августа была проведена операция. В конце 1905 года супруги с детьми отправились в Крым, где для Георгия Михайловича по проекту известного архитектора Николая Краснова строился дворец, названный Харакс. 14 января 1906 года, в день именин княжны Нины, великий князь принял участие в заложении церкви Преображения Господня и Святой Нины, названной в честь недавно выздоровевшей дочери. Вместе с родителями девочка путешествовала по Греции, Великобритании, Дании, Франции. Нина и её сестра общались с отцом по-русски, с матерью по-английски, а между собой сёстры говорили по-французски.
Брак родителей не был счастливым. Отец часто проводил свободное время с дочерьми. Мария Георгиевна никогда не любила Россию и часто выезжала за границу под предлогом отдыха и оздоровления. В июне 1914 году великая княгиня уехала в Англию, забрав с собой дочерей. Они обосновались в курортном городе Харрогейт, графство Норт-Йоркшир. Через несколько недель началась Первая мировая война и Мария Георгиевна отказалась возвращаться в Россию, но супруга и дочери продолжали вести переписку с великим князем вплоть до 1918 года. Со своим отцом Нина больше не встретилась. В январе 1919 года он был расстрелян по решению ВЧК в Петропавловской крепости с тремя другими великими князьями.

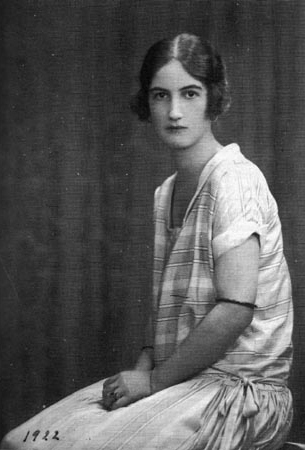
Фотография Нины Георгиевны в 1922 году

Вместе с сестрой получила образование в Великобритании. Смерть отца и второй брак Марии Георгиевны с греческим адмиралом Периклисом Иоаннидисом сделали холодными отношения матери и дочерей. Некоторое время у Нины был роман с греческим принцем Павлом, своим двоюродным братом и будущим королём. Однако из этой связи ничего не вышло: княжна сама положила конец отношениям ради брака с Павлом Чавчавадзе.

### Брак
3 сентября 1922 года в Лондоне Нина Георгиевна вышла замуж за грузинского князя Павла Александровича Чавчавадзе (1899—1971), представителя древнего княжеского рода из Кахетии. Впервые будущие супруги встретились, когда Нине было семь лет в Риме, где родители Нины были гостями в британском посольстве. Отец Павла, как и отец Нины, погиб от рук большевиков. После свадьбы супруги прожили несколько лет в Лондоне; в 1927 году эмигрировали в США, где прожили всю жизнь в достаточно скромных условиях. У пары родился единственный сын князь Давид Павлович (1924—2014). Давид Чавчавадзе был капитаном армии США, работал в ЦРУ и был автором книги «Великие князья». Сын Нины Георгиевны свободно говорил на русском, английском и грузинском языках.
С 1927 году супруги жили в Нью-Йорке, после 1939 года — в городе Уэлфлит, штат Массачусетс. Нина работала художницей. Павел Александрович написал за свою жизнь пять книг и занимался переводами нескольких других. Его не стало в 1971 году. Нина скончалась в 1974 в городе Хайаннис. Оба похоронены в США. Их сын Давид Чавчавадзе был трижды женат и имел трёх дочерей и сына; несколько раз посещал Россию.